# PGM Ultima Ratio
O PGM Ultima Ratio é um fuzil de precisão projetado e fabricado na França. Ele utiliza o cartucho 7,62×51mm NATO, mas, dependendo da variante do cano, também pode ser equipado com câmaras para diversos outros cartuchos. O PGM Ultima Ratio foi projetado para cumprir uma função antipessoal e é produzido pela PGM Précision da França. Seus principais concorrentes/equivalentes comerciais no mercado de fuzis de precisão de fábrica de ponta são as linhas de produtos Accuracy International Arctic Warfare e Sako TRG. Todos esses fuzis apresentam desempenho semelhante.
O nome "Ultima Ratio" deriva da expressão em latim ultima ratio regum ("o argumento final dos reis"), que Luís XIV gravou em seus canhões.

## Detalhes do projeto
O sistema Ultima Ratio é quase o único que é um fuzil de precisão projetado especificamente para esse fim, e não uma versão precisa de um fuzil de uso geral existente.
Assim como seus irmãos maiores, o PGM Hécate II (com câmara para .50 BMG) e o PGM 338 (com câmara para .338 Lapua Magnum), o PGM Ultima Ratio é estruturado em torno de um chassi central de viga metálica rígida, dando a ele uma aparência esquelética "básica" para minimizar o peso e simplificar a manutenção.
O receptor é feito de uma liga de alumínio 7075 de alta qualidade, de nível aeronáutico, enquanto o ferrolho de aço possui três ressaltos que se encaixam em uma extensão do cano. Ele também possui orifícios de ventilação de sobrepressão, permitindo que gases de alta pressão escapem em caso de falha do cartucho. O cano é montado totalmente flutuante e pode ser facilmente trocado em campo com a ajuda de uma chave sextavada de 5 mm.
Existem várias configurações de cano disponíveis. O cano Intervention possui nervuras de dispersão de calor ao longo de seu comprimento e um freio de boca integrado e colado para reduzir o recuo, o salto e o clarão. Os canos Commando I e Commando II são canelados e podem ter freios de boca integrados ou removíveis. Se os canos forem rosqueados para um freio de boca removível, eles também podem ser equipados com um silenciador removível. O cano Integral Silencieux possui um silenciador integrado.
Os canos para 7,62×51mm NATO e .300 Savage apresentam uma taxa de torção para a direita de 305 mm. A taxa de torção para as outras câmaras padrão é: 7mm-08 Remington 241 mm, .260 Remington 229 mm e 6,5×47mm Lapua 203 mm. Os canos Intervention estão disponíveis em todas as câmaras mencionadas acima. Os canos Commando I e II estão disponíveis em 7,62×51mm NATO e 7mm-08 Remington, enquanto os canos Integral Silencieux estão disponíveis em 7,62×51mm NATO e .300 Savage.
O punho de pistola e o guarda-mão são feitos de material polimérico e são montados na armação. A coronha é feita de metal e tem uma ombreira ajustável para mirar confortavelmente e minimizar os efeitos do recuo no operador. Também é ajustável em comprimento e altura de puxada e, no caso da variante de coronha dobrável, pode ser dobrada para o lado esquerdo do receptor para reduzir as dimensões gerais do fuzil e torná-lo mais portátil. Uma ponta de solo dobrável traseira ajustável sob a coronha ajuda a manter o fuzil em uma posição estável por longos períodos de tempo e é mais eficaz quando acoplada ao suporte de bipé dobrável sob o cano do fuzil. Um punho de pistola é usado para empunhar confortavelmente a arma, especialmente durante períodos prolongados de tempo durante os quais o operador deve estar imediatamente pronto para abrir fogo.
O Ultima Ratio tem um gatilho de dois estágios totalmente ajustável, com um peso de gatilho ajustável de 10 N a 16 N que pode ser ajustado por um armeiro e um tempo de bloqueio rápido.
O PGM Ultima Ratio é equipado com um trilho Picatinny, permitindo a instalação de uma ampla gama de miras ópticas comerciais e padrão OTAN, luzes, equipamentos de visão noturna e outros acessórios táticos. Ele também possui um conjunto opcional de miras de ferro de emergência para uso em caso de falha da mira primária.
Para preservar o conforto ideal de tiro, a fábrica recomenda evitar atirar sem o freio de boca ou silenciador acoplado.
O PGM Ultima Ratio pode atingir consistentemente uma precisão de cerca de 0,5 MOA com munição de nível competitivo quando utilizado por um atirador qualificado. O fuzil pode ser usado com um carregador monofilar de 5 cartuchos ou bifilar de 10 cartuchos.
Os acessórios de fábrica são: silenciador PGM, empunhadura ergonômica de madeira, punho e guarda-mão de madeira, kit composto por trilho Picatinny longo e trilhos Picatinny laterais, suportes para miras telescópicas PGM, miras de ferro reserva PGM, estojo de transporte com espuma moldada e uma alça de transporte.

## Operadores
- Brasil: Usado pelo Batalhão de Operações Especiais de Fuzileiros Navais e pelo 1º Batalhão de Forças Especiais.[5]
- França: Usado pela Brigada de Pesquisa e Intervenção de Paris em seu esquema de Contraterrorismo e Intervenção,[6] RAID[7] e GIGN.[8]
- Israel: Usado pelas unidades de forças especiais israelenses,[9] incluindo a YAMAM - unidade de elite antiterrorismo da polícia israelense.
- Lituânia: Usado pelo grupo policial antiterrorista ARAS.[10]
- Marrocos: Usado pelo Exército Real Marroquino.
- Eslovênia: Forças Armadas Eslovenas.[11]